# Біологічно активні речовини
Біологі́чно акти́вні речови́ни (абр.БАР, грец. bios — життя, що означає зв'язок із життєвими процесами і відповідає слову «біол.» + лат. activus — активний, тобто речовина, яка має біологічну активність) — це сполуки, які внаслідок своїх фізико-хімічних властивостей мають певну специфічну активність і виконують, змінюють або впливають на каталітичну (ферменти, вітаміни, коферменти), енергетичну (вуглеводи, ліпіди), пластичну (вуглеводи, ліпіди, білки), регуляторну (гормони, пептиди) або інші функції в організмі.
Зміст словосполучення може суттєво змінюватися залежно від сфери застосування. В науковому значенні (нейрофізіологічному, психічному, хімічному процесах) — підвищення активності життєвих процесів організму. Іншими словами, біологічна дія — це біохімічні, фізіологічні, генетичні та інші зміни, що відбуваються у живих клітинах та організмі в результаті дії БАР.
Взагалі, повністю індиферентних речовин у природі нема. Всі речовини виконують якісь специфічні  функції в організмі людини, тварин, рослин або використовуються для досягнення певних ефектів. Наприклад вода, пов'язана з метаболічними функціями живої клітини, є активним учасником транспортування поживних речовин та продуктів обміну в організмі, субстрактом низки ферментативних реакцій. Варто зауважити, що БАР впливають на функціональний стан організму не лише за час свого перебування в організмі у необхідній для цього концентрації, але й у довгостроковій перспективі, змінюючи за регулярного прийому «біохімізм», тобто біохімічний гомеостаз (В.Кеннон, 1930). Сила наркотичної дії деяких речовин зменшується із збільшенням їх розчинності у воді. Існує зв'язок між наркотичною здатністю й розподілом речовин у системі вода-ліпід.

## Класифікація

### Загальна
З метою класифікації усі БАР поділяють:
- ендогенні
- екзогенні

До ендогенних речовин відносять
- хімічні елементи (кисень, водень, калій, фосфор та ін.)
- низькомолекулярні (глюкоза, АТФ, етанол, адреналін та ін.)
- ВМС (ДНК, РНК, білки)

Вони входять до складу організму, беруть участь у обмінних процесах речовин і мають виражену біологічну (фізіологічну) активність.
Екзогенними вважають БАР, що надходять до організму різними шляхами.

### За дією на організм
З урахуванням взаємодії з організмом БАР поділяють на
- біоінертні, які не засвоюються організмом (целюлоза, геміцелюлоза, лігнін, кремнійорганічні полімери, полікарбонат та ін.)
- біосумісні, які повільно розчиняються або ферментуються в організмі (полісахариди, полівінілпіролідон, поліакриламіди, полівініловий спирт, поліетиленоксиди, водорозчинні ефіри целюлози та ін.)
- біонесумісні, які викликають ураження тканини організму (поліантрацени, деякі поліаміди та багато ін.)
- біоактивні спрямованої дії (вінілін, полімери у поєднанні з лікарськими речовинами).

Біоінертні та біосумісні речовини широко використовуються у виробництві ліків як допоміжні речовини, а також для отримання тари, пакувальних і конструкційних матеріалів тощо.

### За токсичністю
Залежно від ступеня токсичності БАР поділяють на:
- звичайні речовини
- сильнодіючі
- отруйні

Прояв токсичності залежить від концентрації (дози) БАР, шляхів надходження до організму, чутливості останнього, поведінки БАР в організмі та інших чинників (напр. отруйні речовини використовуються як ліки в певних дозах).

### За походженням
БАР бувають
- природні
- синтетичні

Природні БАР утворюються в процесі життєдіяльності живих організмів. Вони можуть утворюватись у процесі обміну речовин, виділятись в оточуюче середовище (екзогенні) чи накопичуватись всередині організму (ендогенні).

### Інші варіанти класифікації
Можливі інші підходи до класифікації БАР, напр. залежно від природи (рослинного або тваринного походження), мол. м., розміру часток, стійкості до температури, можливості накопичуватися в організмі, виявляти наркотичні та інші властивості.

## Функції
Основними функціями БАР є:
- клітинний обмін речовин в організмі;
- перетворення речовин;
- синтез необхідних речовин;
- каталізація біореакцій в організмі.

## Властивості
Основними характерними властивостями БАР є:
- термолабільність,
- біологічна активність,
- вплив на них активаторів та інгібіторів,
- стерильність отримання,

Однією з найважливіших властивостей БАР є їх біологічна активність. Вона залежить від рівня рН середовища, температури і може втрачатись у процесі нагрівання в результаті підвищення локальних значень температур, утворення нерівномірності потоків розчину, перегріву пристінного шару розчину понад температур термічної стійкості та тривалому часі обробки.

### Біологічна активність
За одиницю біологічної активності хімічної речовини приймають мінімальну кількість цієї речовини, здатної пригнічувати розвиток чи затримувати ріст певного числа клітин, тканин стандартного штаму (біотесту) в одиниці поживного середовища.
Для кожного виду БАР існують свої методи визначення біологічної активності. Так, для ферментів, метод визначення активності Е полягає у реєстрації швидкості зникнення субстрату (S) (речовини, на яку діє фермент) чи швидкості утворення продуктів реакції ([Р]). Активність виражають у міжнародних одиницях (МЕ — це така кількість ферменту, яка при заданих умовах каталізує перетворення 1 мікромолю субстрату за 1 хв.). При проведенні досліджень активність дослідного зразка порівнюють з активністю стандартного зразка при однакових умовах і розраховують активність А в відповідних одиницях МЕ [5].
Для кожного вітаміну існує свій метод визначення активності (кількості вітаміну в дослідному зразку (наприклад, таблетках) в одиницях МЕ). Ці методи складні і вимагають використання високоточного, дорогого та складного обладнання (спектрофотометрів, флуорометрів та ін.), багатьох хімічних реактивів і проведення складних розрахунків. При проведенні досліджень необхідно мати досвід роботи з обладнанням, хімічними речовинами, мати навички побудови калібрувальних графіків. До найрозповсюдженіших методів відносяться методи візуального титрування, високоефективної хроматографії та інверсійної вольтамперометрії.
При виробництві БАР на стадіях зазначених в технологічному регламенті проводять контроль якості отриманої продукції по різним критеріям. Серед них, одним з найголовніших, є задана для певного виду БАР біологічна активність. Тому при виробництві БАР дуже важливо правильно підібрати технологічні режими їх обробки, які б забезпечували максимальну якість при мінімальних затратах теплової енергії.